# 15617 Fallowfield
15617 Fallowfield eller 2000 HK10 är en asteroid i huvudbältet som upptäcktes den 27 april 2000 av LINEAR i Socorro County, New Mexico. Den är uppkallad efter Heather L. Fallowfield.
Asteroiden har en diameter på ungefär 3 kilometer.